# شهرک صنعتی ۲ بوشهر
شهرک صنعتی بوشهر، روستایی [شهرک] است از توابع بخش مرکزی در شهرستان بوشهر استان بوشهر ایران.

## جمعیت
این شهرک در دهستان حومه بوشهر قرار دارد و ۴۶ نفر (سال ۱۳۹۵) جمعیت دارد.